# Bourse d'Athènes
La Bourse d'Athènes (en grec moderne : Χρηματιστήριο Αξιών Αθηνών ou ΧΑΑ) est le marché officiel des valeurs en Grèce.

## Histoire

### Création
La bourse d'Athènes commence ses activités en 1876 dans un petit immeuble de pierre rue Sofokléous, au centre d'Athènes. Inspirée du modèle français, la bourse est publique, les règles de fonctionnement sont fixées par l'État. Au printemps 1884, elle connaît l'une de ses premières crises sévères, faisant plonger beaucoup d'entreprises avec elle.
À partir de 1918, le gouvernement prend la main sur les opérations de la bourse d'Athènes, prenant des parts dans la plupart des entreprises indexées.
Dès la fin des années 1990, le gouvernement adopte une politique de privatisation et vend en masse ses participations.
En 2007, la bourse déménage au 110 rue Athinón mais elle garde le surnom de Sofokléous.

### Crise des années 2010
En octobre 2012, Coca-Cola Hellenic Bottling Company, alors première capitalisation boursière à Athènes, pesant 20 % dans les valeurs de Sofocleus, et deuxième société d'embouteillage au monde, décide de déménager sa direction en Suisse et de transférer ses actifs à la bourse de Londres. Le 29 du même mois, la bourse chute de 6,28 % en une journée.
Le 27 novembre 2013, la place boursière athénienne est rétrogradée, sortant de la catégorie « marchés développés », et rejoignant la catégorie « marchés émergents », et donc intégré à l'indice MSCI des pays émergents.
Le 8 décembre 2014, la décision du premier ministre Antónis Samarás d'accélérer les élections présidentielles effraie les investisseurs, la bourse perdant 12,9 % le jour suivant, sa plus forte chute depuis 1987.
En 2015, elle a été fermée pendant cinq semaines en raison de la crise de la dette publique grecque. Le 8 février 2016, la bourse d'Athènes clôture sur un recul de 7,87 % pour atteindre son plus bas niveau depuis 1991.
En 2017, le nombre total de valeurs cotées à la Bourse d'Athènes n'est plus que de 197. Selon le journal I Kathimeriní, 251 entreprises se seraient retirées de la Bourse d'Athènes entre 1997 et 2017.

## Fonctionnement
La bourse est ouverte de 8 heures à 17 h 20, du lundi au vendredi.
Les sociétés basées en Grèce et cotées à la bourse d'Athènes bénéficient d'une réduction de 5 % d'impôt sur les sociétés.

## Indices
- FTSE/ATHEX Large Cap : indice répliquant la performance des vingt-cinq plus grandes capitalisation cotées
- FTSE ATHEX 20